# 维瓦赖地区洛拉克
维瓦赖地区洛拉克（法語：Laurac-en-Vivarais，法語發音：[loʁak ɑ̃ vivaʁɛ]）是法国阿尔代什省的一个市镇，属于拉让蒂耶尔区。

## 地理
维瓦赖地区洛拉克（44°30'31"N, 4°17'26"E）面积8.97 平方千米，位于法国奥弗涅-罗讷-阿尔卑斯大区阿尔代什省，该省份为法国东南部内陆省份，北起顺时针与卢瓦尔省、伊泽尔省、德龙省、沃克吕兹省、加尔省、洛泽尔省和上盧瓦爾省接壤。
与维瓦赖地区洛拉克接壤的市镇（或旧市镇、城区）包括：拉博姆、蒙雷阿勒、罗西耶尔、萨尼亚克。

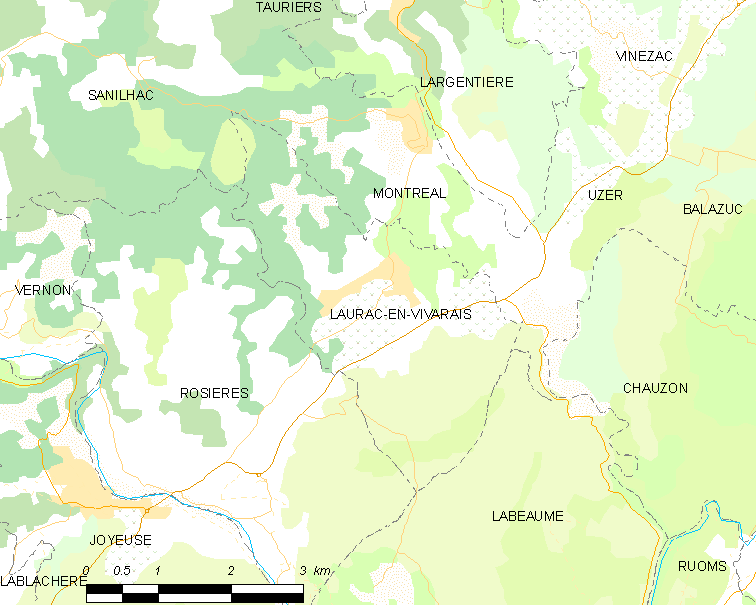
维瓦赖地区洛拉克的OSM定位图

维瓦赖地区洛拉克的时区为UTC+01:00、UTC+02:00（夏令时）。

## 行政
维瓦赖地区洛拉克的邮政编码为07110，INSEE市镇编码为07134。

## 政治
维瓦赖地区洛拉克所属的省级选区为瓦隆蓬达尔克县。

## 人口

1962-2008年间维瓦赖地区洛拉克人口变化图示

维瓦赖地区洛拉克于2022年1月1日时的人口数量为1045人。